# Ole Bornedal
Hans Ole Bornedal (* 26. Mai 1959 in Nørresundby, Dänemark) ist ein dänischer Filmregisseur, Schauspieler und Produzent.

## Leben
Seine Bewerbung bei der Danske Filmskole wurde abgelehnt. Vor seinen Filmarbeiten war er Rundfunkjournalist. Von 2001 bis 2005 war er mit Jon Stephensen Intendant des Aveny Teatret in Kopenhagen.
International bekannt wurde er durch den Thriller  Nightwatch – Nachtwache (Nattevagten) aus dem Jahr 1994. Von diesem Film drehte er 1997 auch ein englischsprachiges Remake (Freeze – Alptraum Nachtwache) mit Ewan McGregor und Nick Nolte in den Hauptrollen. Er ist außerdem Regisseur vieler Fernsehfilme. 1997 produzierte er den Horrorfilm Mimic – Angriff der Killerinsekten. 2012 übernahm er die Regie beim Horrorfilm Possession – Das Dunkle in dir. Weitere Film- und Fernseharbeiten folgten, so 2024 mit Nightwatch: Demons Are Forever eine Fortsetzung zu Nightwatch – Nachtwache mit seiner Tochter Fanny Bornedal in der Hauptrolle.
Bornedal ist mit der dänischen Schauspielerin Helle Fagralid verheiratet.

## Filmografie
Regie und Drehbuch
- 1994: Nightwatch – Nachtwache (Nattevagten)
- 1997: Freeze – Alptraum Nachtwache (Nightwatch)
- 1998: Deep Water – Im Sog der Angst (Dybt vand)
- 2002: Dina – Meine Geschichte (Jeg Er Dina)
- 2007: Alien Teacher (Vikaren)
- 2007: Bedingungslos (Kærlighed på film)
- 2009: Deliver Us From Evil (Fri os fra det onde)
- 2014: 1864 (Fernsehserie)
- 2017: Small Town Killers (Dræberne fra Nibe)
- 2021: Das Bombardement (Skyggen i mit øje)
- 2023: Nightwatch: Demons Are Forever (Nattevagten – Dæmoner går i arv)

Regie
- 2012: Possession – Das Dunkle in dir (The Possession)

Produktion
- 1997: Mimic – Angriff der Killerinsekten (Mimic)